# بينج يو
بينج يو (بالصينية: 彭玉) هي ممثلة صينية، ولدت في 26 يناير 1934 في هاربن في الصين.

## وصلات خارجية
- بينج يو على موقع IMDb (الإنجليزية)
- بينج يو على موقع قاعدة بيانات الفيلم (الإنجليزية)